# 강화 전등사 목조석가여래삼불좌상
강화 전등사 목조석가여래삼불좌상(江華 傳燈寺 木造釋迦如來三佛坐像)은 인천광역시 강화군 길상면, 전등사에 있는 조선시대의 불상이다. 2012년 12월 27일 대한민국의 보물 제1785호로 지정되었다.

## 특징
《강화 전등사 목조석가여래삼불좌상》은 17세기 전반에 전북, 충남 등지에서 활동하던 수연(守衍)이 수화승(首畵僧)으로 참여하여 1623년에 조성한 불상으로 수연이 수화승으로 조성한 작품들 가운데 지금까지 알려진 두 번째 불상이다. 삼불의 구성은 석가불을 본존으로 아미타불과 약사불이 좌우에 협시하는 형식으로서 조선 후기에 전국적으로 유행했던 삼세불의 도상을 보이고 있다.
《전등사 대웅보전 목조석가여래삼불좌상》은 조성원문을 통하여 정확한 조성연대를 알 수 있을 뿐 아니라, 조각적으로 우수하며, 조각승들과 나타난 발원시주자들의 명단이 잘 전하여 불상(佛像), 면금(面金), 체목금, 체목, 오금(烏金), 좌대(座臺), 보단(甫團), 채안(彩安), 복장(腹藏) 등 세부적인 시주 항목이 기록된 점 등에서 조선시대 불교조각 연구에 중요한 자료가 된다.

## 세부 모습
불상들의 세부를 보면, 본존 석가불상은 단엄한 자세에 자비한 상호를 보이며, 좌우의 아미타불상과 약사 불상은 이목구비의 표현이나 비례 면에서 본존상보다는 다소 조형감이 떨어지는 편이다. 본존상은 상호의 표현이 근엄하고 전체적인 신체비례 면에서도 안정감이 느껴져 시기적으로 앞서는 같은 수연 작의 《서천 봉서사 목조아미타여래삼존좌상》(1619년, 보물 제1751호)에 비해 조각적으로 세련된 감각을 보여준다.
삼세불상의 얼굴은 각각 독특한 상호를 보이고 옷주름 표현기법에 있어서도 차이를 보인다. 이것은 아마도 전등사 삼세불상 조성에 참여한 조각승들 가운데 수화승 수연과 함께 《서천 봉서사 목조아미타여래삼존좌상》 조성에 참여했던 성옥(性玉)의 조각적 개성이 표현되었을 가능성이 있다. 세 번째 화원으로 참여한 영철(靈哲)은 이후 《옥구 보천사 목조지장보살좌상과 시왕상》(1634년, 익산 숭림사 봉안)과 《남원 풍국사 목조석가여래삼불좌상》(1639년, 예산 수덕사 봉안)의 조성에 수연을 따라 참여했으며 성옥에 비해 연배가 아래인 조각승이었을 것으로 생각된다.

## 사진

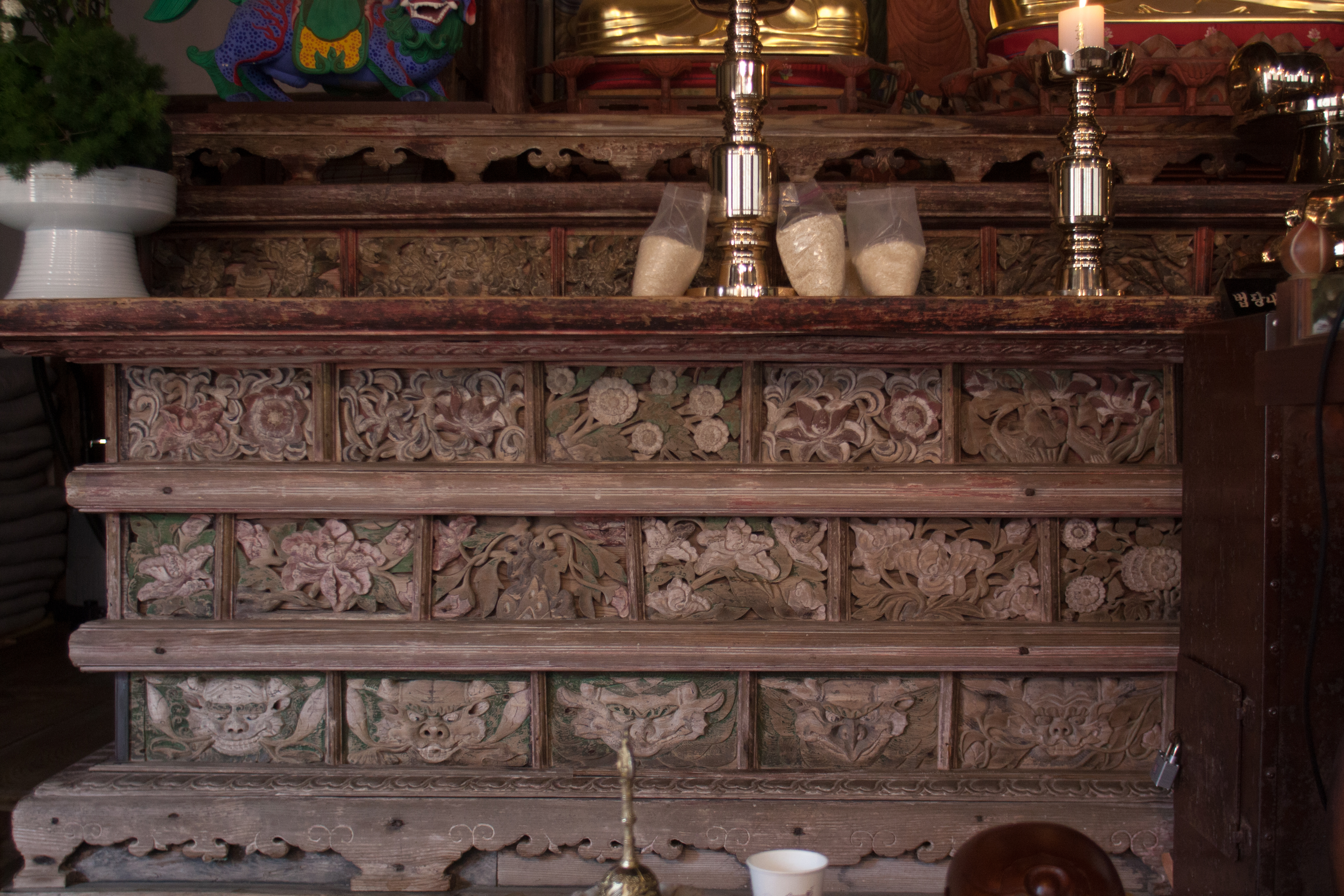
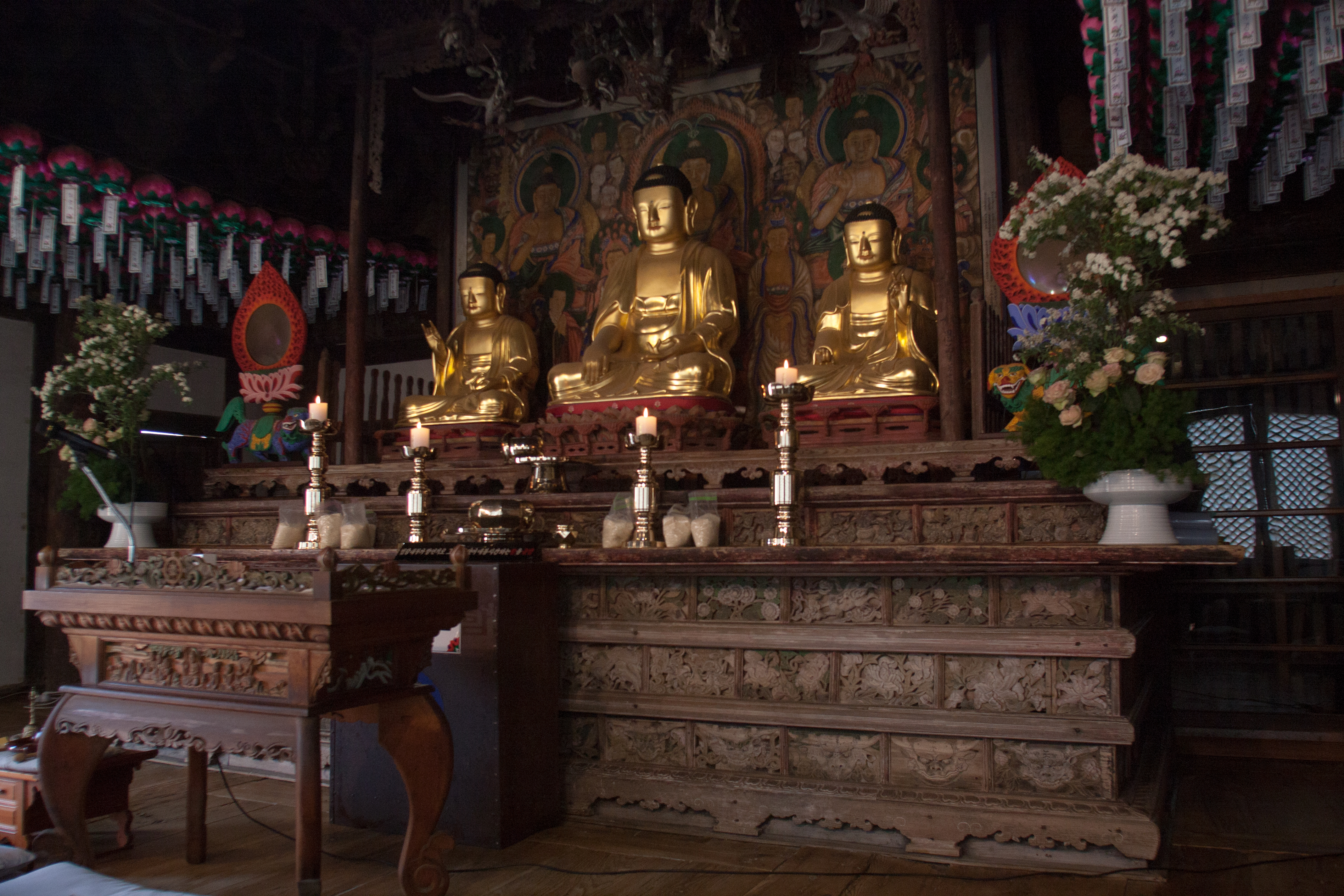
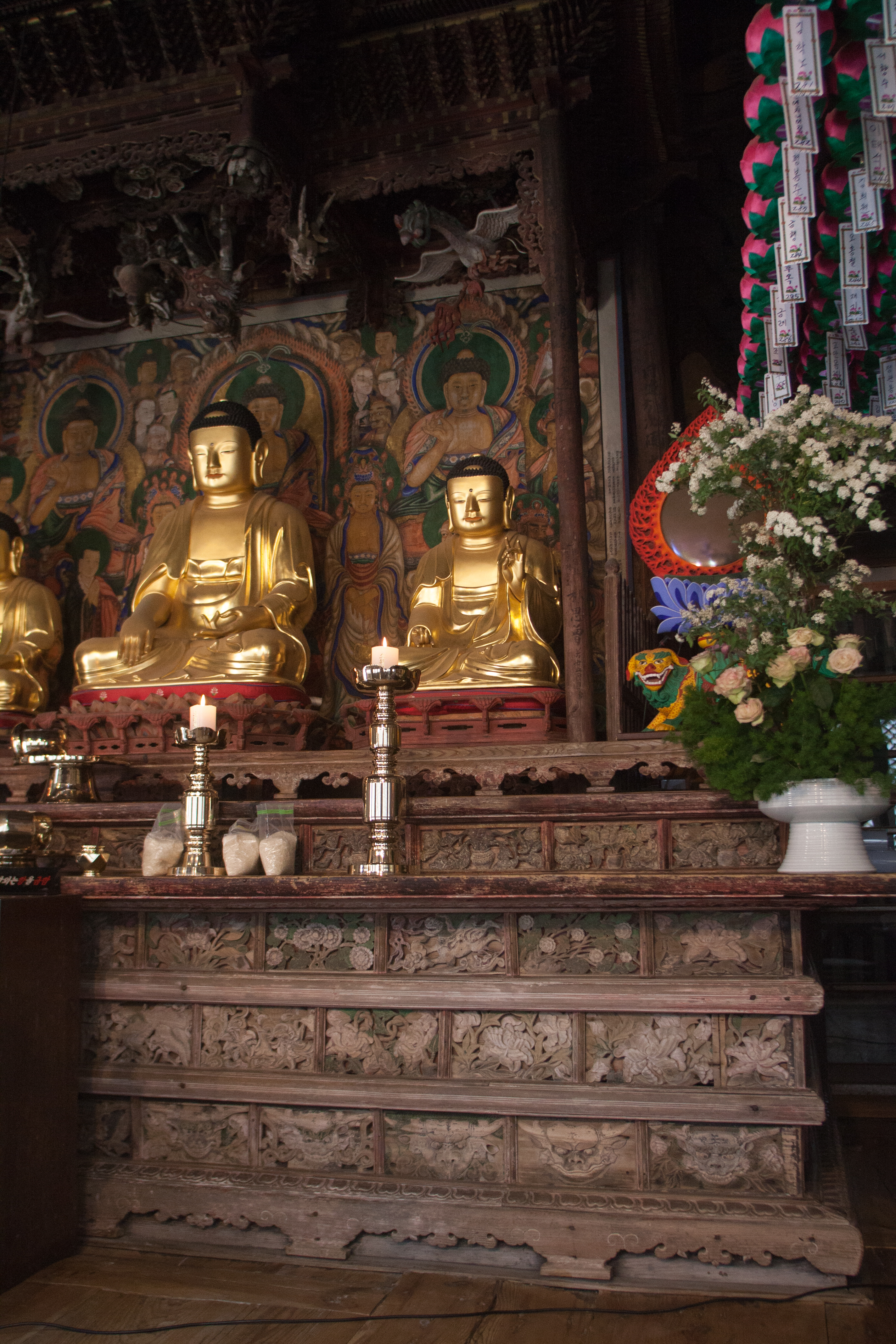
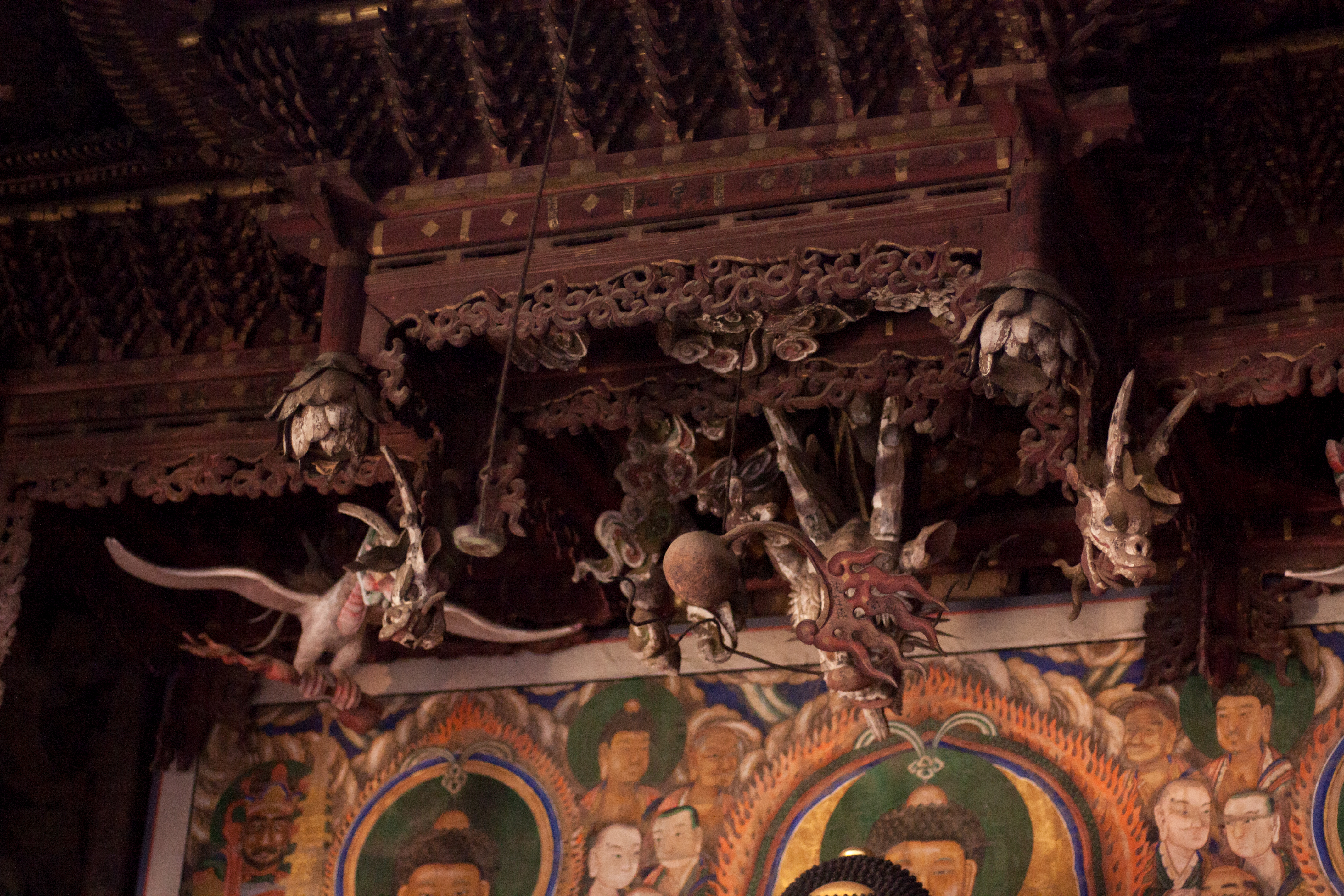

## 같이 보기
- 전등사
- 서천 봉서사 목조 아미타여래삼존좌상

## 참고 자료
- 강화 전등사 목조석가여래삼불좌상 - 국가유산청 국가유산포털